# Gajusz Antoniusz
Gajusz Antoniusz (Caius Antonius M.f. M.n., ur. 81 p.n.e., zm. 42 p.n.e.) – polityk rzymski, młodszy brat triumwira Marka Antoniusza.
Wywód przodków:
| 4. Marek Antoniusz Orator |  |                           |  |  |                     |
|                           |  | 2. Marek Antoniusz Kretyk |  |  |                     |
| 5. NN                     |  |                           |  |  |                     |
|                           |  |                           |  |  | 1. Gajusz Antoniusz |
| 6. Lucjusz Juliusz Cezar  |  |                           |  |  |                     |
|                           |  | 3. Julia                  |  |  |                     |
| 7. Fulwia                 |  |                           |  |  |                     |
|                           |  |                           |  |  |                     |

W 54 p.n.e. miał wystąpić wraz z bratem Lucjuszem jako oskarżyciel Aulusa Gabinusza, namiestnika prowincji Syrii w procesie o zdzierstwa i przekupstwa, jednak ostatecznie oskarżycielem został Gajusz Memmiusz. Podczas wojny domowej w 49 p.n.e. był legatem Cezara i miał wraz z Publiuszem Korneliuszem Dolabellą bronić prowincji Ilirii przeciwko wojskom Pompejusza. Po rozbiciu floty Dolabelli u wybrzeży Dalmacji został otoczony przez Marka Oktawiusza Libona i zmuszony do poddania się przeciwnikom.
W 44 p.n.e., wszyscy trzej bracia pełnili urzędy: Marek Antoniusz był konsulem, Gajusz został pretorem, a najmłodszy brat, Lucjusz, trybunem ludowym
Po wyjeździe Brutusa z Rzymu spełniał obowiązki pretora miejskiego (praetor urbanus) i jako taki przyjął oświadczenie Gajusza Oktawiusza, przyszłego cesarza, Augusta, o przyjęciu adopcji z testamentu Cezara. W zastępstwie Brutusa urządził, co było obowiązkiem pretorów, igrzyska ku czci Apollina (Ludi Apollinares). Został wyznaczony przez senat namiestnikiem prowincji Macedonia w charakterze prokonsula. Senat ogłosił później tę nominację za niważną, ale Gajusz nie złożył pełnomocnictw. Dotychczasowy prokonsul Macedonii, Kwintus Hortensjusz, oddał prowincję i swoje wojska pod komendę Markowi Juniuszowi Brutusowi. Gajusz usiłował dołączyć do swoich sił (tylko jeden legion) wojska podległe Publiuszowi Watyniuszowi (trzy legiony), prokonsulowi Ilirii znajdujące się w Apollonii i Epidamnos. Uprzedzając jego przybycie Brutus przybył ze swoim wojskiem i zajął Epidamos. Gdy Gajusz przybył w pobliże Apollonii i wezwał do siebie żołnierzy, przekonał się, że przeszli na stronę Brutusa podobnie jak mieszkańcy miasta. Gajusz wyruszył w kierunku Buthrotum. Najpierw utracił w potyczce z siłami Brutusa trzy kohorty, następnie pod Byllis został pobity przez prefekta Marka Tulliusza Cycerona (syna Cycerona) i w końcu zmuszony do poddania się. Brutus najpierw trzymał Gajusza Antoniusz pod honorowa pieczą, nie pozbywając go nawet insygniów urzędu (Cycero w listach namawiał go do większej surowości wobec Gajusza), umieszczając pod ściślejszą strażą, dopiero gdy Gajusz próbował wszczynać ferment w wojsku. Ostatecznie Brutus kazał go stracić na wieść o proskrypcjach.